# Joan Pere
Joan Pere (Tarragona, segle XV - Tarragona, 1476) va ser un eclesiàstic, canonge de la Seu de Tarragona. L'historiador reusenc Andreu de Bofarull parla de Juan Pérez, tot i que transcriu un document on se l'anomena Joan Perris.
Era doctor en Medicina i professor de medicina, teologia i sagrades escriptures. Va entrar al capítol catedralici cap al 1435 i segons l'historiador i arxiver Sanç Capdevila va ser nomenat cambrer el 1450, substituint en el càrrec al canonge Pere Oller. El títol de Cambrer comportava el domini senyorial de la vila de Reus, ja que la mitra tarragonina tenia els drets de la castlania, la residència al Castell del Cambrer i la totalitat de la senyoria i els delmes pel que fa al terme parroquial.
L'entrada a Reus no la va fer fins a l'agost de 1453, sense que es coneguin les causes que ho van motivar. Bofarull diu que quan va entrar el cambrer a Reus se li va fer una gran rebuda, amb balls i música. Durant els anys de la Guerra civil catalana, Joan Pere es va mantenir inicialment al costat de la Generalitat i en contra de l'arquebisbe Pero Ximénez de Urrea, que era un ferm partidari del rei Joan II. Però quan Tarragona va ser ocupada i l'arquebisbe va tornar a la ciutat, Joan Pere va tornar a l'obediència episcopal, encara que mai l'havia abandonat del tot.
Joan Pere va ser Cambrer i senyor de Reus fins a la seva mort a Tarragona, el 26 d'agost de 1476. El va substituir a la cambreria de Reus Guillem Beltran.